# Japanobotrychum
Japanobotrychum, biljni rod iz porodice Ophioglossaceae smješten u potporodicu Botrychioideae. 
Postoje dvije priznate vrste iz Azije i tropske Afrike.

## Vrste
1. Japanobotrychum chamaeconium (Bitter & Hieron. ex Bitter) Nishida ex Tagawa
2. Japanobotrychum lanuginosum (Wall. ex Hook. & Grev.) M.Nishida ex Tagawa